# Liste der Kulturdenkmäler in Ordino
In der Liste der Kulturdenkmäler in Ordino sind alle Kulturdenkmäler der andorranischen Parròquia Ordino aufgelistet. Grundlage ist das Gesetz über das kulturelle Erbe Andorras (Llei del patrimoni cultural d’Andorra) vom 12. Juni 2003.

## Baudenkmäler

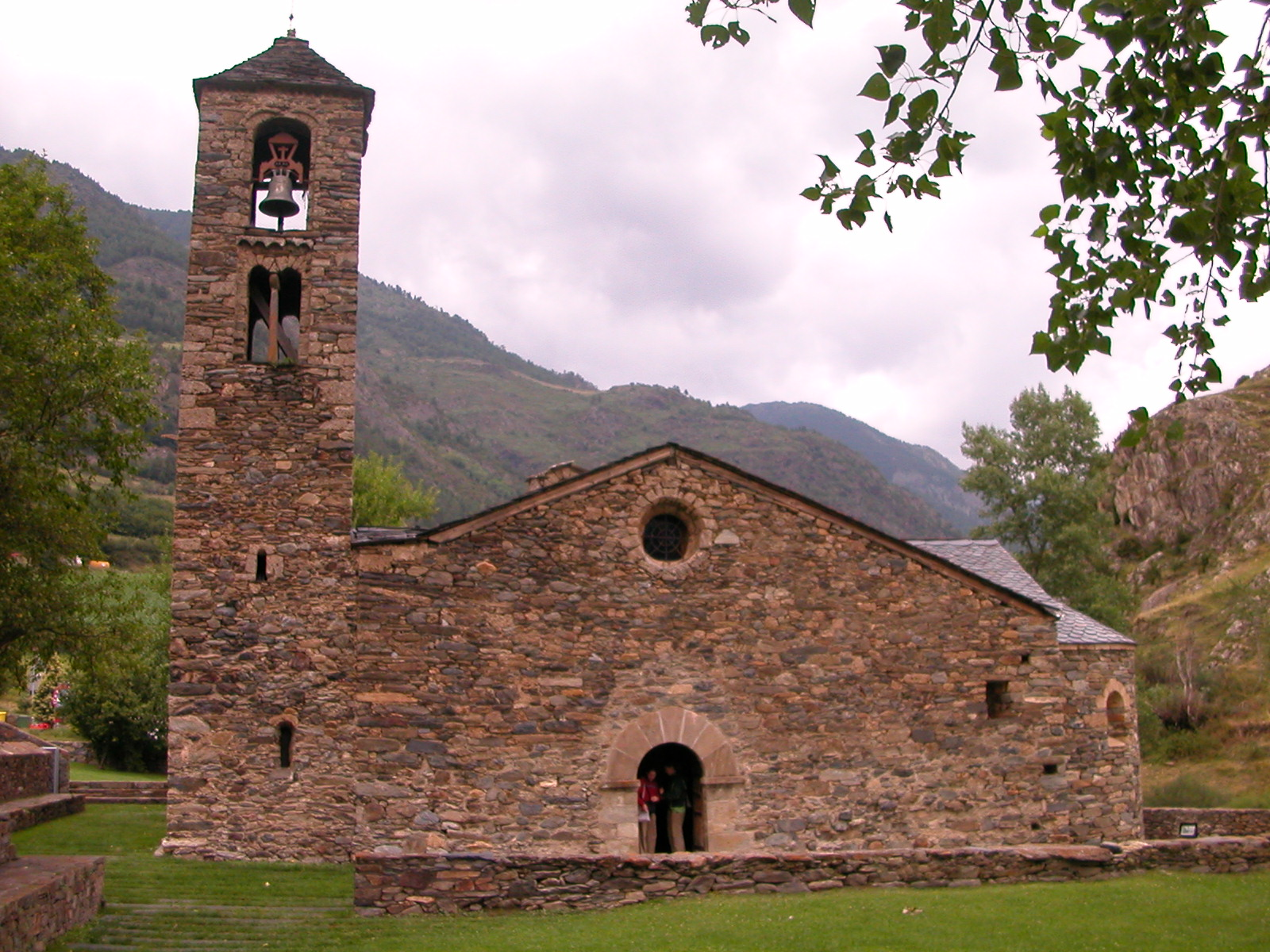
Església de Sant Martí de la Cortinada

- Església de Sant Corneli i Sant Cebrià
- Església de Sant Serni de Llorts
- Església de Sant Martí de la Cortinada
- Església de Sant Miquel d’Ansalonga
- Església de Sant Pere del Serrat
- Església de Sant Roc de Sornàs
- Capella de casa Rossell
- Església de Santa Bàrbara
- Mola i serradora de cal Pal
- Casa Rossell
- Colomer de casa Rossell
- Casa d’Areny-Plandolit

## Architektonisches Ensemble
- Cabanes del Castellar

## Archäologische Bereiche
- Gravats de la Terra de la Mola
- Gravats de Sornàs
- Mina de Llorts
- Mina de la cabana dels Meners